# Indopadilla darjeeling
Espèce
Indopadilla darjeeling est une espèce d'araignées aranéomorphes de la famille des Salticidae.

## Distribution
Cette espèce est endémique du Bengale-Occidental en Inde,. Elle se rencontre dans le district de Darjeeling.

## Description
La femelle holotype mesure 6,39 mm et le mâle paratype 5,79 mm.

## Étymologie
Son nom d'espèce lui a été donné en référence au lieu de sa découverte, le district de Darjeeling.

## Publication originale
- Caleb, Sankaran, Nafin & Acharya, 2019 : Indopadilla, a new jumping spider genus from India (Araneae: Salticidae). Arthropoda Selecta, vol. 28, no 4, p. 567-574 (texte intégral).